# フィリピン航空434便爆破事件
フィリピン航空434便爆破事件（フィリピンこうくう434びんばくはじけん、英語: Philippine Airlines Flight 434）は、1994年12月11日に発生した運航中の旅客機を利用した航空テロである。
このテロは国際テロ組織「アルカーイダ」が1995年1月21日に決行を予定していた「ボジンカ計画」と呼ばれる航空機爆破計画の予行演習として行われた。日本の領空付近で発生し、日本人の乗客1名が死亡した。

## 事件当日の434便
- 使用機材：ボーイング747-283B
  - 機体番号：EI-BWF
- コールサイン：PR434

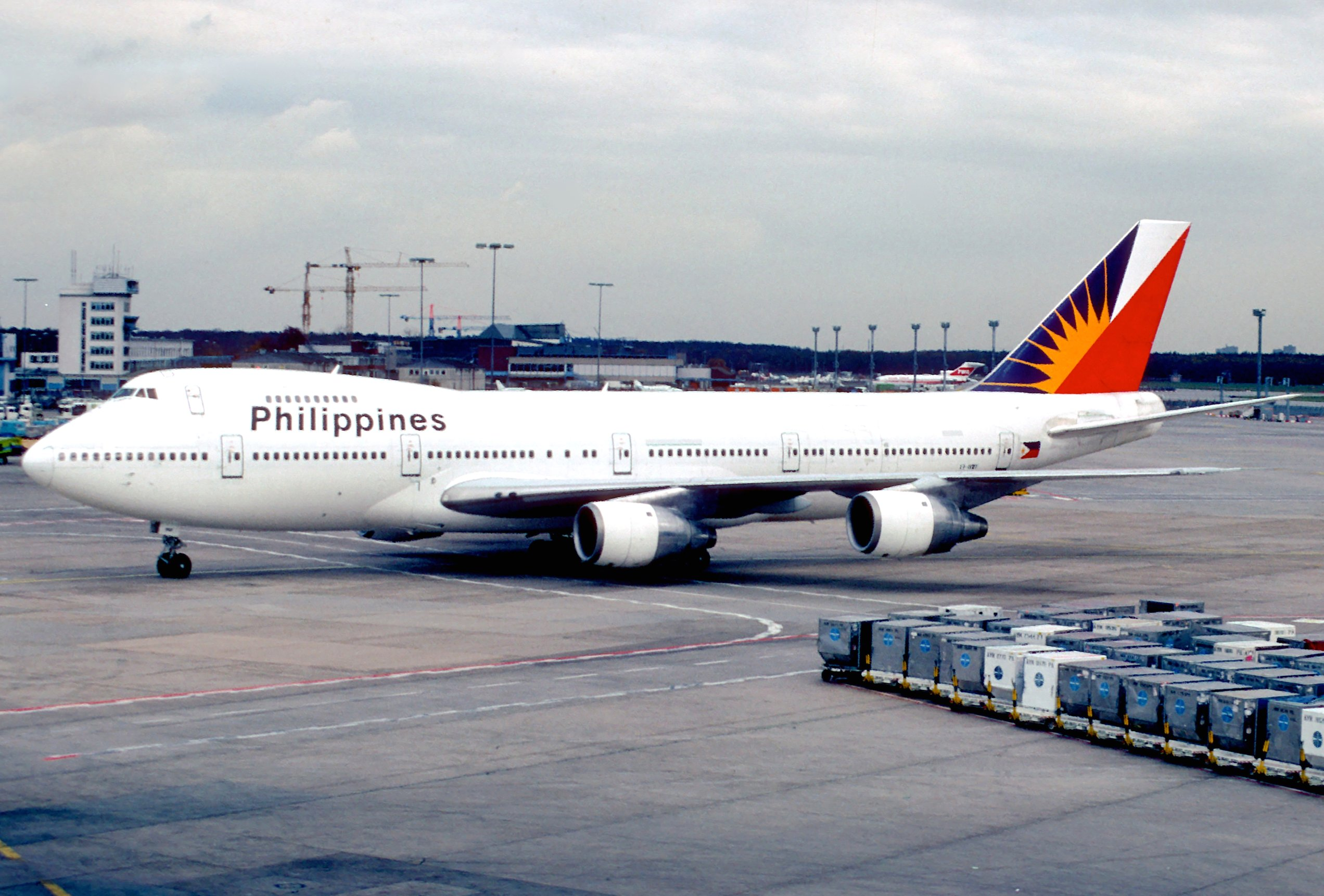
1988年12月に撮影された事故機

- フライトプラン：フィリピンマニラ ニノイ・アキノ国際空港（始点）→セブ州ラプ＝ラプ市 マクタン・セブ国際空港→千葉県成田市 新東京国際空港（終点）
- 乗員：計20名
  - 運航乗務員：3名（機長（元フィリピン空軍兵）・副操縦士（元フィリピン空軍兵）・航空機関士）
  - 客室乗務員：17名
- 乗客：273名

## 事件の概略
1994年12月11日、世界貿易センター爆破事件の実行犯でもあったアルカーイダのラムジ・ユセフは、ニノイ・アキノ国際空港から434便に搭乗し、膝下に隠して持ち込んだ時限爆弾を機内のトイレで組み立てると、座席番号26Kの下の救命胴衣の収納位置に仕掛けた。この間、ユセフが頻繁に座席を換える光景を客室乗務員に目撃されている。ユセフはマクタン・セブ国際空港で途中降機した。
新東京国際空港まであと約2時間で到着する予定であった11時43分（日本標準時）、南大東島付近の上空31,000フィート（およそ9,000メートル）を巡航中に突如爆弾が炸裂した。26Kに座っていた農機具メーカー社員の日本人男性（当時24歳）が即死し、男性の周囲の座席に座っていた乗客10名も負傷した。客室乗務員が死亡した男性に毛布をかぶせた。爆発により客室の床に0.2平方メートルの穴が開いていた。
爆発から1時間後、434便は那覇空港に緊急着陸した。床の操縦系統に損傷を受けていたために方向舵の操作が困難であったが、エンジン出力をコントロールすることで旋回を行い、無事に着陸した。
爆破された座席である26Kの位置は、フィリピン航空の機内レイアウトではボーイング747型機の中央燃料タンクの真上であった。犯人は燃料タンクを爆破し、機体を空中爆発させて多くの乗客の生命を奪うつもりであったと考えられる。
しかし、爆弾が仕掛けられた機体は改修されていたため、タンクは26Kよりも2列分前にずれて取り付けられており、26Kの座席下は貨物室となっていた。そのため、ジェット燃料に引火して空中爆発を引き起こす事態にはならなかった。また、男性が26Kに座っていなければ、外壁が破壊されるなどして被害が大きくなっていた可能性もあったという。

## 事件の背景
爆弾は腕時計を使った時限爆弾であり、使われたニトログリセリンはコンタクトレンズの洗浄液に偽装されて持ち込まれていた。当時、空港のセキュリティチェックは金属探知機の設置程度であった。
爆発はテロリストによって引き起こされたものに間違いなく、犯行を認める電話がAP通信マニラ支局に寄せられた。背景はすぐには判明しなかったが、フィリピンの警察は爆弾に使われたバッテリーを手がかりに犯行グループを追い詰め、マニラにあったアルカーイダ系グループのアジトを1995年1月6日の夜から翌朝にかけて急襲した結果、「ボジンカ計画」という同時多発テロ計画が発覚した。本事件の首謀者であるユセフも、事件から1か月後にパキスタンのイスラマバードのゲストハウスに潜伏しているところをアメリカ外交保安局とパキスタンの諜報機関（ISI）によって逮捕された。
ボジンカ計画とは、成田、ソウル、台北、香港、バンコク、シンガポール、マニラからアメリカ合衆国へ向かう11機の旅客機を爆破するというものであった:43。434便に仕掛けられた爆弾は身体検査を潜り抜けられるかという予行演習であり、この計画で使用する予定の爆弾の10分の1の威力であったという。

## 事件の余波
ボジンカ計画に沿った同時多発テロは防いだものの、このテロを計画したアルカーイダは、当時はまだ欧米によく知られていない過激派テロ組織であった。
この事件でアメリカ合衆国連邦政府、特に諜報機関や連邦捜査局がアルカーイダの捜査に本格的に乗り出して厳しく監視していたとすれば、2001年のアメリカ同時多発テロは防げたかもしれないという専門家の意見がある。

## フィリピン航空434便のその後
フィリピン航空434便は、運航区間をセブ - 成田間に変え、2023年現在は、運航機種がエアバスA321に変更されて運行している。またマニラ - 成田間の便名は432便となった。なおセブは経由しない。
爆破事件のあったボーイング747-283B（EI-BWF）はその後、貨物用に改造され、2007年まで使われた。

## 映像化
- 『メーデー!:航空機事故の真実と真相』第3シーズン第5話「BOMB ON BOARD」 - 実際に434便に搭乗していた日本人乗客とクルーの証言を放送。
- 『実録世界のミステリー』（テレビ東京系） - 2012年10月29日放送。
- 『奇跡体験!アンビリバボー航空パニック3時間スペシャル』（フジテレビ系） - 2013年1月10日放送。
- 『ワールド極限ミステリー』　(TBS系)　- 2020年7月8日放送。（1時間版では未放送）